# Morti il 31 marzo
| Questa pagina contiene informazioni ricavate automaticamente dalle voci biografiche con l'ausilio del template Bio e di un bot. L'aggiornamento è periodico e automatico e ricostruisce completamente la pagina. Se manca una persona in questa lista, sei pregato di non aggiungerla, ma accertati piuttosto che la sua voce biografica contenga il template Bio e che i dati anagrafici siano correttamente compilati. Se il template Bio manca, inseriscilo tu stesso o, in alternativa, metti l'avviso {{tmp\|Bio}} che ne segnala la mancanza. Se i dati riportati sono sbagliati, correggi direttamente la voce biografica; le modifiche saranno visibili in questa lista entro pochi giorni. Per chiarimenti vedi il progetto biografie. La lista contiene solo le 550 persone che sono citate nell'enciclopedia e per le quali è stato implementato correttamente il template Bio. Pagina aggiornata al 13 ago 2025. |

## I secolo a.C.(1)
- 32 a.C. - Tito Pomponio Attico, scrittore romano (n. 110 a.C.)

## III secolo(1)
- 251 - Acacio Agatangelo, santo

## VII secolo(1)
- 625 - Ḥamza ibn ʿAbd al-Muṭṭalib (n. 567)

## XI secolo(1)
- 1046 - Guido di Pomposa, abate italiano (n. 970)

## XII secolo(1)
- 1102 - Odon de Chatillon, cardinale francese

## XIII secolo(1)
- 1251 - Guglielmo di Modena, cardinale, vescovo cattolico e diplomatico italiano

## XIV secolo(4)
- 1340 - Ivan I di Russia, principe russo (n. 1288)
- 1342 - Dionigi di Borgo San Sepolcro, teologo e vescovo cattolico italiano
- 1349 - Isabella d'Aragona, principessa (n. 1310)
- 1388 - Everard t'Serclaes, politico belga (n. 1320)

## XV secolo(6)
- 1424 - Siegfried Lander von Spanheim
- 1462 - Isidoro II Xanthopoulos, arcivescovo ortodosso greco
- 1466 - Teodoro de Lellis, cardinale, vescovo cattolico e diplomatico italiano (n. 1428)
- 1490 - Francesco Sassetti, banchiere italiano (n. 1421)
- 1491 - Bonaventura da Forlì, religioso italiano
- 1493 - Martín Alonso Pinzón, navigatore e esploratore spagnolo (n. 1441)

## XVI secolo(6)
- 1546 - Alfonso III d'Avalos, militare e politico italiano (n. 1502)
- 1547 - Francesco I di Francia, re francese (n. 1494)
- 1567 - Filippo I d'Assia (n. 1504)
- 1569 - Sigismondo Thun, nobile italiano (n. 1487)
- 1578 - Juan de Escobedo, politico spagnolo (n. 1530)
- 1596 - Francesco Ciceri, insegnante e letterato svizzero (n. 1521)

## XVII secolo(11)
- 1605 - Wolfgang Unverzagt, nobile e politico austriaco (n. 1535)
- 1616 - Giovanni Adolfo di Holstein-Gottorp, duca (n. 1575)
- 1620 - Cosimo Bottegari, compositore, cantore e liutista italiano (n. 1554)
- 1621 - Filippo III di Spagna, re (n. 1578)
- 1622 - Cristovão da Sá, arcivescovo cattolico portoghese
- 1631 - John Donne, poeta, religioso e saggista inglese (n. 1572)
- 1646 - Matteo III di Alessandria, arcivescovo cristiano orientale egiziano
- 1652 - Giulio Strozzi, poeta italiano (n. 1583)
- 1671 - Anna Hyde, nobile britannica (n. 1637)
- 1685 - Juan Hidalgo de Polanco, compositore e arpista spagnolo (n. 1614)
- 1697 - Francesco Maria Mezzabarba Birago, nobile, numismatico e giurista italiano (n. 1645)

## XVIII secolo(27)
- 1702 - Filippo Giannetto, pittore italiano (n. 1631)
- 1703 - Johann Christoph Bach, compositore e organista tedesco (n. 1642)
- 1706 - Filippo Maria Resta, vescovo cattolico italiano (n. 1661)
- 1722 - Eberhard von Danckelmann, politico tedesco (n. 1643)
- 1723 - Edward Hyde, III conte di Clarendon, nobile e politico britannico (n. 1661)
- 1724 - Sofia di Sassonia-Weissenfels, principessa sassone (n. 1654)
- 1734 - Robert Hunter, politico, militare e drammaturgo scozzese (n. 1666)
- 1737 - Luisa Enrichetta Francesca di Lorena, nobildonna francese (n. 1707)
- 1741 - Pieter Burman il Vecchio, filologo classico olandese (n. 1668)
- 1744 - Antioch Dmitrievič Kantemir, scrittore, poeta e traduttore russo (n. 1708)
- 1750 - Giovanna Carlotta di Anhalt-Dessau, nobile (n. 1682)
- 1751 - Robert Walpole, II conte di Orford, politico inglese (n. 1701)
- 1751 - Federico, principe del Galles, duca (n. 1707)
- 1757 - William Herbert, ufficiale inglese
- 1758 - Nicola Cioffi, arcivescovo cattolico italiano (n. 1697)
- 1763 - Marco Foscarini, doge (n. 1696)
- 1765 - Anna Constantia von Brockdorff, nobildonna tedesca (n. 1680)
- 1769 - Fortunat Bergant, pittore sloveno (n. 1721)
- 1772 - Vincenzo Acqua, vescovo cattolico italiano (n. 1693)
- 1785 - Antonio Zirardini, giurista, storico e archeologo italiano (n. 1725)
- 1788 - Benedetto Cervone, vescovo cattolico italiano (n. 1732)
- 1789 - Niccolò Ciafaglione, arcivescovo cattolico italiano (n. 1716)
- 1792 - Matthias Ogden, politico statunitense (n. 1754)
- 1793 - Francesco Ferdinando Sanseverino, arcivescovo cattolico italiano (n. 1723)
- 1794 - Bernardino Galliari, pittore e scenografo italiano (n. 1707)
- 1797 - Olaudah Equiano, scrittore e attivista nigeriano
- 1800 - Giustiniano Palomba, avvocato, patriota e politico italiano (n. 1751)

## XIX secolo(75)
- 1809 - Luigi Leonardo Colli, generale italiano (n. 1757)
- 1810 - Luigi Antonio Lanzi, gesuita, archeologo e storico dell'arte italiano (n. 1732)
- 1814 - Pierre Sonnerat, naturalista e esploratore francese (n. 1748)
- 1816 - Pancrazio Amoretti, incisore italiano (n. 1732)
- 1816 - Jean-François Ducis, poeta e drammaturgo francese (n. 1733)
- 1821 - Yamagata Bantō, scrittore e astronomo giapponese (n. 1748)
- 1824 - Emilio Pucci, nobile e politico italiano (n. 1774)
- 1828 - Ida di Anhalt-Bernburg-Schaumburg-Hoym, nobile (n. 1804)
- 1829 - Edward Augustus Holyoke, medico e scienziato statunitense (n. 1728)
- 1830 - Vincenzo Maria D'Addiego, filosofo e matematico italiano (n. 1755)
- 1836 - Margaret Bryan, astronoma, filosofa e educatrice britannica (n. 1759)
- 1837 - John Constable, pittore inglese (n. 1776)
- 1838 - Dmitrij L'vovič Naryškin, nobile russo (n. 1764)
- 1839 - Genaro Berón de Astrada, politico e militare argentino (n. 1804)
- 1841 - Giovanni D'Andrea, economista e politico italiano (n. 1776)
- 1841 - Eduard Gurk, pittore austriaco (n. 1801)
- 1842 - Michail Fëdorovič Orlov, diplomatico e militare russo (n. 1788)
- 1843 - Luigi Brandani, fantino italiano (n. 1786)
- 1843 - Juan José Viamonte, politico e militare argentino (n. 1774)
- 1850 - Josef Karl Bernard, librettista e giornalista austriaco
- 1850 - Heinrich Franz von Bombelles, diplomatico austriaco (n. 1789)
- 1850 - John C. Calhoun, politico statunitense (n. 1782)
- 1850 - Giuseppe Giusti, poeta e scrittore italiano (n. 1809)
- 1851 - John Dickens, giornalista inglese (n. 1785)
- 1853 - Andrés Narvarte, politico venezuelano (n. 1781)
- 1853 - Maximilian Joseph Gottfried Sommerau Beeckh, cardinale e arcivescovo cattolico austriaco (n. 1769)
- 1855 - Charlotte Brontë, scrittrice britannica (n. 1816)
- 1859 - Martin Hamuljak, attivista, linguista e giornalista slovacco (n. 1789)
- 1861 - Giuseppe De Leva Gravina, presbitero, politico e patriota italiano (n. 1786)
- 1861 - August von Stockhausen, generale e politico prussiano (n. 1793)
- 1866 - Louis Meijer, pittore olandese (n. 1809)
- 1867 - Louis Adolphe Bonard, ammiraglio francese (n. 1805)
- 1868 - Ludwig Lange, architetto tedesco (n. 1808)
- 1869 - Allan Kardec, pedagogista e filosofo francese (n. 1804)
- 1870 - William Brady, politico statunitense (n. 1811)
- 1870 - Charles Grey, ufficiale e politico inglese (n. 1804)
- 1870 - Anton Ernst von Schaffgotsch, arcivescovo cattolico boemo (n. 1804)
- 1873 - Domenico Donzelli, tenore italiano (n. 1790)
- 1875 - Maurizio Bufalini, medico italiano (n. 1787)
- 1875 - Gaetano Nava, compositore italiano (n. 1802)
- 1875 - Friedrich Julius Richelot, matematico tedesco (n. 1808)
- 1876 - Elizabeth Greenfield, cantante statunitense
- 1876 - Rudolf Apponyi von Nagy-Appony, diplomatico e nobile austriaco (n. 1812)
- 1877 - Antoine Augustin Cournot, filosofo, matematico e economista francese (n. 1801)
- 1878 - Margherita Zenoni, soprano italiano
- 1878 - Emilio Amedeo De Tipaldo, letterato e giurista italiano (n. 1798)
- 1879 - Innocenzo d'Alaska, religioso e santo russo (n. 1797)
- 1879 - Sebastiano Purgotti, chimico, matematico e filosofo italiano (n. 1799)
- 1880 - Edward Gabriel André Barrett, militare statunitense (n. 1827)
- 1880 - Salvator Angelo De Castro, politico italiano (n. 1817)
- 1880 - Joseph Guichard, pittore francese (n. 1806)
- 1880 - Henryk Wieniawski, violinista e compositore polacco (n. 1835)
- 1881 - Pietro De Angelis, politico italiano (n. 1809)
- 1881 - Gaetano Gaspari, bibliotecario e compositore italiano (n. 1807)
- 1881 - Carolina di Danimarca, principessa danese (n. 1793)
- 1883 - Pier Francesco Meglia, cardinale e arcivescovo cattolico italiano (n. 1810)
- 1885 - Franz Abt, compositore e direttore di coro tedesco (n. 1819)
- 1885 - Nicola Fabrizi, militare, patriota e politico italiano (n. 1804)
- 1886 - Marie Heilbron, soprano belga (n. 1851)
- 1886 - Jean Louis Protche, ingegnere francese (n. 1818)
- 1886 - Giovanni Gaetano Rossi, direttore d'orchestra e compositore italiano (n. 1828)
- 1886 - Józef Bohdan Zaleski, poeta polacco (n. 1802)
- 1887 - Francesco di Paola del Liechtenstein, principe e generale austriaco (n. 1802)
- 1888 - Jean-Marie Guyau, sociologo e poeta francese (n. 1854)
- 1891 - George Leveson-Gower, II conte di Granville, politico britannico (n. 1815)
- 1894 - William Robertson Smith, antropologo e storico delle religioni scozzese (n. 1846)
- 1895 - Theodor Brorsen, astronomo danese (n. 1819)
- 1895 - George Tomkyns Chesney, generale e scrittore britannico (n. 1830)
- 1896 - Pëtr Grigor'evič Zaičnevskij, rivoluzionario russo (n. 1842)
- 1898 - Henry Howard, XVIII conte di Suffolk, nobile e politico britannico (n. 1833)
- 1898 - Eleanor Marx, attivista, traduttrice e sindacalista britannica (n. 1855)
- 1898 - Luiza Pesjak, scrittrice, poetessa e traduttrice slovena (n. 1828)
- 1899 - William Copeland Borlase, antiquario e politico britannico (n. 1848)
- 1899 - Giuseppe Ottonelli, religioso e patriota italiano (n. 1811)
- 1899 - George Charles Wallich, medico e biologo britannico (n. 1815)

## XX secolo(262)
- 1901 - Pietro Salis, politico italiano (n. 1811)
- 1901 - John Stainer, compositore, musicista e insegnante inglese (n. 1840)
- 1902 - Alexander Bittner, paleontologo e geologo austriaco (n. 1850)
- 1904 - Sophia Karp, attrice e soprano rumena (n. 1861)
- 1905 - Jacques François Édouard Hervieux, pediatra e ginecologo francese (n. 1818)
- 1905 - Clemente Maraini, ingegnere svizzero (n. 1838)
- 1907 - Carlo Castelbarco Albani, politico italiano (n. 1857)
- 1907 - Alfonso Sanseverino Vimercati, nobile, politico e ingegnere italiano (n. 1836)
- 1907 - Léo Taxil, scrittore e giornalista francese (n. 1854)
- 1908 - Charles Barbier de Meynard, arabista, iranista e turcologo francese (n. 1826)
- 1908 - Salvatore Calandruccio, chirurgo e entomologo italiano (n. 1855)
- 1908 - Giovanbattista Marotti, ingegnere e architetto italiano (n. 1834)
- 1909 - José María Cázares y Martínez, arcivescovo cattolico messicano (n. 1832)
- 1910 - Resan Hanim, ottomana (n. 1860)
- 1911 - August Eduard Schliecker, pittore tedesco (n. 1833)
- 1913 - John Pierpont Morgan, banchiere e imprenditore statunitense (n. 1837)
- 1914 - Christian Morgenstern, poeta e scrittore tedesco (n. 1871)
- 1914 - Timothy Daniel Sullivan, giornalista, politico e poeta irlandese (n. 1827)
- 1914 - Hubert von Herkomer, pittore, incisore e scrittore tedesco (n. 1849)
- 1915 - Wyndham Halswelle, velocista e mezzofondista britannico (n. 1882)
- 1915 - Nathan Rothschild, I barone Rothschild, banchiere e politico britannico (n. 1840)
- 1916 - Giuseppe Avarna, ambasciatore e politico italiano (n. 1843)
- 1917 - Emil Adolf von Behring, medico, fisiologo e batteriologo tedesco (n. 1854)
- 1918 - Theophil Noack, zoologo e insegnante tedesco (n. 1840)
- 1919 - Giovanni Bianchetti, organaro italiano (n. 1867)
- 1920 - Paul Bachmann, matematico tedesco (n. 1837)
- 1920 - Hector Hodler, giornalista e esperantista svizzero (n. 1887)
- 1920 - Lothar von Trotha, generale tedesco (n. 1848)
- 1922 - John Eliot, VI conte di St. Germans, nobile inglese (n. 1890)
- 1922 - Torquato Taramelli, geologo italiano (n. 1845)
- 1923 - Konstanty Budkiewicz, presbitero e politico polacco (n. 1867)
- 1924 - Nilo Peçanha, avvocato e politico brasiliano (n. 1867)
- 1925 - Armando Spadini, pittore italiano (n. 1883)
- 1926 - Pablo de Escandón, generale, giocatore di polo e diplomatico messicano (n. 1856)
- 1926 - Ángel Flores, generale e politico messicano (n. 1883)
- 1926 - Eugenio Goglio, fotografo italiano (n. 1865)
- 1926 - Gian Emilio Malerba, pittore italiano (n. 1880)
- 1927 - Mabel Collins, scrittrice inglese (n. 1851)
- 1927 - Kang Youwei, filosofo cinese (n. 1858)
- 1927 - Edward Lloyd, tenore inglese (n. 1845)
- 1927 - Vicente March, pittore spagnolo (n. 1859)
- 1928 - Gustave Ador, politico svizzero (n. 1845)
- 1928 - Medardo Rosso, scultore italiano (n. 1858)
- 1929 - Mattie Ferguson, attrice teatrale statunitense (n. 1862)
- 1929 - Evaristo Lucidi, cardinale italiano (n. 1866)
- 1930 - Emil Krebs, linguista e sinologo tedesco (n. 1867)
- 1931 - Arthur Bigge, I barone Stamfordham, ufficiale inglese (n. 1849)
- 1932 - Henry Greffulhe, nobile e politico francese (n. 1848)
- 1932 - Giuseppe Maselli-Campagna, avvocato, storico e bibliotecario italiano (n. 1860)
- 1932 - Eben Byers, golfista e imprenditore statunitense (n. 1880)
- 1933 - Baltasar Brum, avvocato e politico uruguaiano (n. 1883)
- 1934 - Franz Ehrle, cardinale, archivista e bibliotecario tedesco (n. 1845)
- 1934 - Riccardo Pellegrini, pittore italiano (n. 1863)
- 1936 - Attilio Bagnolini, militare italiano (n. 1913)
- 1936 - Sergio Laghi, militare italiano (n. 1913)
- 1936 - Emilio Magistretti, pittore italiano (n. 1851)
- 1936 - Dialma Ruggiero, militare italiano (n. 1889)
- 1936 - Raffaele Tarantini, militare italiano (n. 1895)
- 1936 - Gianfranco Zuretti, militare e giornalista italiano (n. 1894)
- 1938 - Sulaiman di Selangor, sovrano malese (n. 1863)
- 1938 - Renzo Bertoni, militare italiano (n. 1907)
- 1938 - Willem Kloos, poeta olandese (n. 1859)
- 1938 - Edward Meyrick, entomologo inglese (n. 1854)
- 1939 - Johan Petter Åhlén, giocatore di curling svedese (n. 1879)
- 1940 - Alice Abadam, attivista gallese (n. 1856)
- 1940 - Carlo Bugatti, ebanista, designer e politico italiano (n. 1855)
- 1940 - Augusto Fabbri, generale italiano (n. 1858)
- 1940 - Tinsley Lindley, calciatore inglese (n. 1865)
- 1941 - Marie Ohier, giocatrice di croquet francese (n. 1853)
- 1941 - William Bruce Ellis Ranken, pittore scozzese (n. 1881)
- 1941 - Romeo Romei, ufficiale italiano (n. 1906)
- 1942 - Ed Brady, attore statunitense (n. 1889)
- 1942 - Edwin McKim, regista, sceneggiatore e attore statunitense (n. 1868)
- 1943 - Pavel Nikolaevič Miljukov, politico e storico russo (n. 1858)
- 1943 - Guido Miotto, militare italiano (n. 1909)
- 1943 - Guido Valerio, calciatore italiano (n. 1876)
- 1944 - Sergio Alpron, partigiano italiano (n. 1910)
- 1944 - Giuseppe Calligaris, chirurgo italiano (n. 1876)
- 1944 - Ather Capelli, giornalista italiano (n. 1902)
- 1944 - Augusto Graziani, economista italiano (n. 1865)
- 1944 - Johannes Greber, presbitero e politico tedesco (n. 1874)
- 1944 - Mineichi Kōga, ammiraglio giapponese (n. 1885)
- 1944 - Johann Trollmann, pugile tedesco (n. 1907)
- 1945 - Maurice Donnay, commediografo francese (n. 1859)
- 1945 - Hans Fischer, chimico tedesco (n. 1881)
- 1945 - Nicola Monaco, militare e partigiano italiano (n. 1924)
- 1945 - Marija Skobcova, nobile, poetessa e religiosa russa (n. 1891)
- 1945 - Natalia Tułasiewicz, partigiana polacca (n. 1906)
- 1946 - John Gort, generale britannico (n. 1886)
- 1946 - Leon Kobrin, drammaturgo e traduttore russo (n. 1873)
- 1947 - Georg Ledebour, politico tedesco (n. 1850)
- 1947 - Uljana Kravčenko, poetessa, scrittrice e attivista ucraina (n. 1860)
- 1948 - Egon Kisch, scrittore e giornalista austriaco (n. 1885)
- 1948 - Paul Matthes, calciatore tedesco (n. 1879)
- 1949 - Friedrich Bergius, chimico tedesco (n. 1884)
- 1949 - Erwin Lendvai, compositore ungherese (n. 1882)
- 1950 - Giuseppe Massarenti, politico e sindacalista italiano (n. 1867)
- 1950 - Carlo Morandi, storico e politologo italiano (n. 1904)
- 1950 - Pinna Nesbit, attrice canadese (n. 1896)
- 1951 - Albert Sherbourne Le Souef, zoologo australiano (n. 1877)
- 1952 - John Anderson, archeologo britannico (n. 1870)
- 1952 - Walter Schellenberg, generale e agente segreto tedesco (n. 1910)
- 1952 - Richard Hawley Tucker, astronomo statunitense (n. 1859)
- 1952 - Roland West, regista statunitense (n. 1885)
- 1953 - Jan Akkersdijk, calciatore olandese (n. 1887)
- 1953 - Yves Farge, giornalista e politico francese (n. 1899)
- 1954 - Siegfried Kalischer, neurologo tedesco (n. 1862)
- 1954 - Mario Korbel, scultore ceco (n. 1882)
- 1955 - Maurice Goguel, teologo e storico delle religioni francese (n. 1880)
- 1956 - Ralph De Palma, pilota automobilistico italiano (n. 1882)
- 1956 - Adolfo Mazza, ciclista su strada e imprenditore italiano (n. 1865)
- 1957 - Alessandro Dudan, politico, storico dell'arte e nobile italiano (n. 1883)
- 1957 - Gene Lockhart, attore, cantante e compositore canadese (n. 1891)
- 1959 - Gleb Maksimilianovič Kržižanovskij, rivoluzionario, politico e ingegnere russo (n. 1872)
- 1960 - Cynthia Asquith, scrittrice inglese (n. 1887)
- 1960 - Robert Eyssen, ammiraglio tedesco (n. 1892)
- 1960 - Otto Knerr, ginnasta e multiplista statunitense (n. 1883)
- 1960 - Paul Lebréton, tennista francese (n. 1875)
- 1961 - Ben Adams, altista e lunghista statunitense (n. 1880)
- 1961 - Tiburzio Donadon, pittore e restauratore italiano (n. 1881)
- 1961 - Paul Landowski, scultore francese (n. 1875)
- 1961 - Giuseppe Maria Palatucci, vescovo cattolico italiano (n. 1892)
- 1961 - René Waleff, canottiere francese (n. 1874)
- 1962 - Marcello Dudovich, pubblicitario, pittore e illustratore italiano (n. 1878)
- 1963 - Harry Akst, cantautore statunitense (n. 1894)
- 1963 - Publio Morbiducci, scultore, medaglista e pittore italiano (n. 1889)
- 1964 - Alfredo Robert, attore, regista e produttore cinematografico italiano (n. 1877)
- 1965 - William Frank, maratoneta e mezzofondista statunitense (n. 1878)
- 1965 - Mario Mafai, pittore italiano (n. 1902)
- 1966 - Fortunato Calcagno, politico italiano (n. 1900)
- 1966 - Oreste Filopanti, partigiano italiano (n. 1886)
- 1966 - Samuel Albert Levine, cardiologo statunitense (n. 1891)
- 1967 - Don Alvarado, attore statunitense (n. 1904)
- 1967 - Sam English, calciatore nordirlandese (n. 1908)
- 1967 - Hieronim Feicht, musicologo polacco (n. 1894)
- 1967 - Rodion Jakovlevič Malinovskij, generale e politico sovietico (n. 1898)
- 1967 - Augusto Persico, maratoneta italiano (n. 1895)
- 1968 - Luigi Manzoni, agronomo e politico italiano (n. 1888)
- 1968 - Blanche Mehaffey, attrice statunitense (n. 1908)
- 1968 - Elly Ney, pianista tedesca (n. 1882)
- 1968 - Francesco Ponticelli, politico italiano (n. 1888)
- 1969 - Hans Andersen, calciatore norvegese (n. 1905)
- 1969 - Ambroise Garin, ciclista su strada italiano (n. 1875)
- 1970 - Valerio Arri, maratoneta italiano (n. 1892)
- 1970 - Arsenio Frugoni, medievista italiano (n. 1914)
- 1970 - Semën Konstantinovič Timošenko, generale e politico sovietico (n. 1895)
- 1971 - Michael Browne, cardinale e arcivescovo cattolico irlandese (n. 1887)
- 1971 - William Youden, statistico australiano (n. 1900)
- 1972 - Chiaffredo Belliardi, politico e partigiano italiano (n. 1895)
- 1972 - Edward Aloysius Fitzgerald, vescovo cattolico statunitense (n. 1893)
- 1972 - Jack Hill, calciatore e allenatore di calcio inglese (n. 1897)
- 1972 - Ramón Iglesias i Navarri, vescovo cattolico spagnolo (n. 1889)
- 1972 - Meena Kumari, attrice e poetessa indiana (n. 1933)
- 1972 - Michele Lizzi, pianista, compositore e direttore d'orchestra italiano (n. 1915)
- 1972 - Hana Mašková, pattinatrice artistica su ghiaccio cecoslovacca (n. 1949)
- 1973 - Salvatore Costantino, maratoneta e mezzofondista italiano (n. 1919)
- 1973 - Venanzio Filippini, vescovo cattolico e missionario italiano (n. 1890)
- 1973 - Jean Tissier, attore francese (n. 1896)
- 1974 - Victor Boin, pallanuotista, nuotatore e schermidore belga (n. 1886)
- 1974 - Wu Pak Chiu, tenore cinese (n. 1913)
- 1974 - Karl Hohmann, calciatore e allenatore di calcio tedesco (n. 1908)
- 1975 - Karl Höger, allenatore di calcio e calciatore tedesco (n. 1897)
- 1975 - Leslie White, antropologo statunitense (n. 1900)
- 1976 - Angelo Pochissimo, allenatore di calcio e calciatore italiano (n. 1936)
- 1976 - Paul Strand, fotografo, regista e sceneggiatore statunitense (n. 1890)
- 1977 - Luigi Bajardi, allenatore di calcio e calciatore italiano (n. 1904)
- 1977 - Elvira Poli, ingegnera italiana (n. 1893)
- 1977 - Cecil Fagan, nuotatore e pallanuotista irlandese (n. 1899)
- 1977 - Karel Kopecký, calciatore cecoslovacco (n. 1921)
- 1978 - Astrid Allwyn, attrice statunitense (n. 1905)
- 1978 - Charles Herbert Best, medico canadese (n. 1899)
- 1978 - Luigi Binda, cestista, multiplista e calciatore italiano (n. 1896)
- 1978 - Harry Curtis, giocatore di football australiano e dirigente sportivo australiano (n. 1892)
- 1978 - Romain Gijssels, ciclista su strada belga (n. 1907)
- 1978 - Eva Mameli Calvino, botanica e naturalista italiana (n. 1886)
- 1978 - Michele Ortino, pittore italiano (n. 1914)
- 1978 - Imre Rajczy, schermidore ungherese (n. 1911)
- 1978 - Piero Ravasenga, poeta, saggista e scrittore italiano (n. 1907)
- 1978 - Luigi Silipo, politico italiano (n. 1900)
- 1978 - Fernando Soleti, generale italiano (n. 1891)
- 1978 - Giovanni Someda, ingegnere e dirigente pubblico italiano (n. 1901)
- 1979 - Paul Engebretsen, giocatore di football americano statunitense (n. 1910)
- 1980 - Vladimír Holan, poeta ceco (n. 1905)
- 1980 - Jesse Owens, velocista e lunghista statunitense (n. 1913)
- 1980 - Giuseppe Zilli, presbitero e giornalista italiano (n. 1921)
- 1981 - Enid Bagnold, scrittrice e drammaturga britannica (n. 1889)
- 1981 - Imre Gellért, ginnasta ungherese (n. 1888)
- 1981 - Hank Henry, attore, produttore cinematografico e produttore televisivo statunitense (n. 1906)
- 1981 - Frank Tieri, mafioso italiano (n. 1904)
- 1981 - Stanisław Ujejski, generale e aviatore polacco (n. 1891)
- 1981 - Nicolaas Verhoeven, missionario e vescovo cattolico olandese (n. 1896)
- 1982 - Dave Clement, calciatore britannico (n. 1948)
- 1982 - Pone Kingpetch, pugile thailandese (n. 1935)
- 1982 - Joe Dundee, pugile statunitense (n. 1903)
- 1982 - Tonny van Lierop, hockeista su prato olandese (n. 1910)
- 1983 - Luigi Brambati, pittore e incisore italiano (n. 1925)
- 1983 - Antonio Enrico Canepa, politico italiano (n. 1940)
- 1983 - Howard Hayes Scullard, storico britannico (n. 1903)
- 1983 - Christina Stead, scrittrice australiana (n. 1902)
- 1983 - Jurij Ušakov, cestista sovietico (n. 1920)
- 1984 - Manuel Arce, cestista peruviano (n. 1909)
- 1984 - Gennaro De Matteis, militare e ingegnere italiano (n. 1894)
- 1984 - Giuseppe Ianigro, attore italiano (n. 1898)
- 1984 - Connie Jeans, nuotatrice britannica (n. 1899)
- 1985 - Pietro Allori, presbitero e compositore italiano (n. 1925)
- 1985 - Erik Burman, hockeista su ghiaccio svedese (n. 1897)
- 1985 - Augusto Frassineti, scrittore e traduttore italiano
- 1985 - Alexandre Rignault, attore francese (n. 1901)
- 1986 - Filippo Asaro, politico italiano (n. 1909)
- 1986 - Libero Bizzarri, giornalista, regista e scrittore italiano (n. 1926)
- 1986 - Grigorij Alekseevič Levkoev, regista cinematografico sovietico (n. 1899)
- 1986 - Jerry Paris, attore e regista statunitense (n. 1925)
- 1986 - Ermenegildo Preti, progettista e ingegnere italiano (n. 1918)
- 1986 - Paulus Rusch, vescovo cattolico e teologo tedesco (n. 1903)
- 1987 - Corrado Zorzin, calciatore italiano (n. 1921)
- 1988 - Nicola Alexandrovich Benois, scenografo, pittore e disegnatore russo (n. 1901)
- 1988 - Pierangelo Civera, attore, doppiatore e direttore del doppiaggio italiano (n. 1943)
- 1988 - William McMahon, politico australiano (n. 1908)
- 1989 - Hugh Alessandroni, schermidore statunitense (n. 1908)
- 1990 - Piera Aulagnier, psichiatra e psicoanalista italiana (n. 1923)
- 1990 - Folco Buonamici, militare italiano (n. 1902)
- 1990 - John Hawkes, tennista australiano (n. 1899)
- 1990 - Eduardo Mourinha, calciatore portoghese (n. 1909)
- 1990 - Knut Ansgar Nelson, vescovo cattolico danese (n. 1906)
- 1991 - John Carter, musicista e compositore statunitense (n. 1929)
- 1992 - Aurelio Garobbio, giornalista svizzero (n. 1905)
- 1992 - Zenon Różycki, cestista polacco (n. 1913)
- 1993 - Baba Bedi XVI, mistico indiano (n. 1909)
- 1993 - Manuel Gonzales, fumettista statunitense (n. 1913)
- 1993 - Brandon Lee, attore e artista marziale statunitense (n. 1965)
- 1993 - Mitchell Parish, paroliere statunitense (n. 1900)
- 1993 - Nicanor Zabaleta, arpista spagnolo (n. 1907)
- 1994 - Léon Degrelle, politico e militare belga (n. 1906)
- 1994 - Salah Djebaïli, biologo e calciatore francese (n. 1935)
- 1994 - José Escobar Saliente, fumettista spagnolo (n. 1908)
- 1994 - Henri Gouhier, filosofo e storico della filosofia francese (n. 1898)
- 1994 - Loris Nannini, aviatore italiano (n. 1916)
- 1995 - Robert Annis, calciatore statunitense (n. 1928)
- 1995 - Gustaf Adolf Boltenstern Jr., cavaliere svedese (n. 1904)
- 1995 - Geoff Coombes, calciatore statunitense (n. 1919)
- 1995 - Roberto Juarroz, poeta argentino (n. 1925)
- 1995 - Ryōgo Kubo, fisico giapponese (n. 1920)
- 1995 - Francesco Marcone, dirigente pubblico italiano (n. 1937)
- 1995 - Luis Navarro Garnica, militare spagnolo (n. 1904)
- 1995 - Selena, cantante, ballerina e stilista statunitense (n. 1971)
- 1995 - Madeleine Sologne, attrice francese (n. 1912)
- 1996 - Dario Bellezza, poeta, scrittore e drammaturgo italiano (n. 1944)
- 1996 - Nino Borsari, ciclista su strada, pistard e dirigente sportivo italiano (n. 1911)
- 1996 - Dante Giacosa, ingegnere e designer italiano (n. 1905)
- 1996 - Jeffrey Lee Pierce, musicista statunitense (n. 1958)
- 1996 - Luis Jorge Prieto, linguista e semiologo argentino (n. 1926)
- 1996 - Fiorentino Vilasco, pittore italiano (n. 1904)
- 1997 - John Norman Davidson Kelly, storico e teologo inglese (n. 1909)
- 1997 - Friedrich Hund, fisico tedesco (n. 1896)
- 1997 - Lyman Spitzer, fisico e astronomo statunitense (n. 1914)
- 1998 - Bella Abzug, attivista e politica statunitense (n. 1920)
- 1998 - Tim Flock, pilota automobilistico statunitense (n. 1924)
- 1998 - Carlos Santamaría, calciatore argentino (n. 1912)
- 1998 - Valentin Selivanov, regista sovietico (n. 1938)
- 1998 - Roger Vandooren, calciatore francese (n. 1923)
- 1999 - Jurij Knorozov, linguista, epigrafista e etnografo russo (n. 1922)
- 2000 - Gisèle Freund, fotografa francese (n. 1908)

## XXI secolo(152)
- 2001 - Jean-Marc Bory, attore e regista svizzero (n. 1934)
- 2001 - Luigi Bretti, calciatore italiano (n. 1930)
- 2001 - Diego García, maratoneta spagnolo (n. 1961)
- 2001 - Luigi Molina, calciatore italiano (n. 1927)
- 2001 - David Rocastle, calciatore inglese (n. 1967)
- 2001 - Clifford Shull, fisico statunitense (n. 1915)
- 2001 - Colette Thomas, nuotatrice francese (n. 1929)
- 2001 - Arthur Geoffrey Walker, matematico e cosmologo britannico (n. 1909)
- 2002 - Edgardo Madinabeytia, calciatore argentino (n. 1932)
- 2002 - Filippo Raffaelli, giornalista e scrittore italiano (n. 1921)
- 2003 - George Connor, giocatore di football americano statunitense (n. 1925)
- 2003 - Harold Coxeter, matematico inglese (n. 1907)
- 2003 - Alberto Farassino, critico cinematografico e saggista italiano (n. 1944)
- 2003 - Anne Gwynne, attrice statunitense (n. 1918)
- 2003 - Tommy Seebach, cantautore danese (n. 1949)
- 2003 - Federigo Sicuteri, medico italiano (n. 1923)
- 2004 - Luigi Agustoni, presbitero e musicologo svizzero (n. 1917)
- 2004 - Chico Feitosa, cantante, compositore e chitarrista brasiliano (n. 1935)
- 2004 - René Gruau, illustratore italiano (n. 1909)
- 2004 - Pete Pasko, cestista e allenatore di pallacanestro statunitense (n. 1919)
- 2004 - Vincenzo Savio, vescovo cattolico italiano (n. 1944)
- 2004 - Haim Zafrani, storico marocchino (n. 1922)
- 2005 - Elio Apih, storico italiano (n. 1922)
- 2005 - József Károlyi, calciatore ungherese (n. 1925)
- 2005 - Terri Schiavo, statunitense (n. 1963)
- 2005 - Jonathan Zacks, cestista israeliano (n. 1954)
- 2006 - Olive McKean, nuotatrice statunitense (n. 1915)
- 2006 - Jackie McLean, sassofonista e compositore statunitense (n. 1931)
- 2006 - Lilly Wust, tedesca (n. 1913)
- 2007 - Massimo Belardinelli, fumettista italiano (n. 1938)
- 2007 - Giorgio Giovannini, scenografo italiano (n. 1925)
- 2007 - Albert Snell, calciatore inglese (n. 1931)
- 2007 - Paul Watzlawick, psicologo e filosofo austriaco (n. 1921)
- 2008 - Jules Dassin, regista e attore statunitense (n. 1911)
- 2008 - Marco Mignani, pubblicitario italiano (n. 1944)
- 2008 - Halszka Osmólska, paleontologa polacca (n. 1930)
- 2008 - Pippa Bacca, artista italiana (n. 1974)
- 2008 - Giuseppe Uncini, scultore e pittore italiano (n. 1929)
- 2009 - Raúl Ricardo Alfonsín, politico argentino (n. 1927)
- 2009 - Hong Song-nam, politico nordcoreano (n. 1929)
- 2009 - Enea Masiero, calciatore e allenatore di calcio italiano (n. 1933)
- 2009 - Beppe Quirici, musicista e produttore discografico italiano (n. 1954)
- 2010 - Eugene Allen, statunitense (n. 1919)
- 2010 - Horst Blanck, archeologo tedesco (n. 1936)
- 2010 - Gustáv Hermann, cestista, allenatore di pallacanestro e dirigente sportivo cecoslovacco (n. 1920)
- 2011 - Glenn Adams, cestista statunitense (n. 1917)
- 2011 - Mario Cipolla, giornalista e critico cinematografico italiano (n. 1935)
- 2011 - Oddvar Hansen, calciatore e allenatore di calcio norvegese (n. 1921)
- 2011 - Claudia Heill, judoka austriaca (n. 1982)
- 2011 - Svatopluk Mrázek, cestista, allenatore di pallacanestro e dirigente sportivo cecoslovacco (n. 1923)
- 2011 - Jim Parker, giocatore di football americano statunitense (n. 1934)
- 2011 - Mario Trevi, psicoanalista italiano (n. 1924)
- 2011 - Francesco Zama, politico italiano (n. 1927)
- 2012 - Arvid Andersen, bassista inglese (n. 1945)
- 2012 - Omar Calabrese, semiologo italiano (n. 1949)
- 2012 - Rodolfo Cimino, fumettista italiano (n. 1927)
- 2012 - Ahmed Ismail Hassan, giornalista e youtuber bahreinita (n. 1990)
- 2012 - Eila Koiso-Kanttila, cestista finlandese (n. 1931)
- 2012 - Eliseo Lodi, allenatore di calcio e calciatore italiano (n. 1923)
- 2012 - Alberto Sughi, pittore italiano (n. 1928)
- 2013 - Charles-Amarin Brand, arcivescovo cattolico francese (n. 1920)
- 2013 - Lucio Lami, giornalista, scrittore e paroliere italiano (n. 1936)
- 2013 - Franco Serblin, imprenditore italiano (n. 1939)
- 2013 - Ronnie Ray Smith, velocista statunitense (n. 1949)
- 2014 - Mario Gervasoni, ciclista su strada italiano (n. 1932)
- 2014 - Frankie Knuckles, disc jockey e produttore discografico statunitense (n. 1955)
- 2015 - Pino Amenta, bassista italiano (n. 1936)
- 2015 - Albino Bernardini, scrittore e insegnante italiano (n. 1917)
- 2015 - Carlo Ceccotti, calciatore italiano (n. 1940)
- 2015 - Cocoa Fujiwara, fumettista giapponese (n. 1983)
- 2015 - Franz Josef Müller, attivista tedesco (n. 1924)
- 2015 - Ortensio da Spinetoli, presbitero e biblista italiano (n. 1925)
- 2015 - Carlo Scaccabarozzi, calciatore italiano (n. 1932)
- 2015 - Michel Scheuer, canoista tedesco (n. 1927)
- 2015 - Klaus Tschira, imprenditore tedesco (n. 1940)
- 2016 - Aníbal Alzate, calciatore colombiano (n. 1933)
- 2016 - Ian Britton, allenatore di calcio e calciatore scozzese (n. 1954)
- 2016 - Giorgio Calabrese, paroliere e autore televisivo italiano (n. 1929)
- 2016 - Georges Cottier, cardinale, arcivescovo cattolico e teologo svizzero (n. 1922)
- 2016 - Renato De Falco, filologo e scrittore italiano (n. 1928)
- 2016 - Amaury Epaminondas, calciatore brasiliano (n. 1935)
- 2016 - Hans-Dietrich Genscher, politico tedesco (n. 1927)
- 2016 - Adriano Goio, politico italiano (n. 1936)
- 2016 - Zaha Hadid, architetta e designer irachena (n. 1950)
- 2016 - Imre Kertész, scrittore ungherese (n. 1929)
- 2016 - Fernando Mendes, allenatore di calcio e calciatore portoghese (n. 1937)
- 2016 - Eugene Parker, cestista e procuratore sportivo statunitense (n. 1956)
- 2016 - Terry Plumeri, compositore, direttore d'orchestra e contrabbassista statunitense (n. 1944)
- 2016 - Bertil Roos, pilota automobilistico svedese (n. 1943)
- 2017 - Bruno Abbatini, calciatore e allenatore di calcio italiano (n. 1938)
- 2017 - Gilbert Baker, artista e attivista statunitense (n. 1951)
- 2017 - Mike Hall, ciclista su strada britannico (n. 1981)
- 2017 - Michail Naumovič Kalik, regista sovietico (n. 1927)
- 2017 - Giancarlo Lombardi, ingegnere, imprenditore e politico italiano (n. 1937)
- 2017 - Radley Metzger, regista statunitense (n. 1929)
- 2017 - Ken Noritomo Otani, judoka, allenatore di judo e militare giapponese (n. 1920)
- 2017 - James Rosenquist, pittore statunitense (n. 1933)
- 2018 - Franco De Cecco, calciatore italiano (n. 1942)
- 2018 - Luigi De Filippo, attore, commediografo e regista italiano (n. 1930)
- 2018 - Gerardo Gaibisso, politico italiano (n. 1927)
- 2019 - Cesare Dujany, politico italiano (n. 1920)
- 2019 - Corrado Hérin, slittinista e mountain biker italiano (n. 1966)
- 2019 - Nipsey Hussle, rapper, imprenditore e attivista statunitense (n. 1985)
- 2019 - Giorgia Seren Gay, attrice teatrale e doppiatrice italiana (n. 1968)
- 2020 - Julie Bennett, attrice televisiva e doppiatrice statunitense (n. 1932)
- 2020 - Gian Carlo Ceruti, dirigente sportivo italiano (n. 1952)
- 2020 - Michel Chodkiewicz, filosofo francese (n. 1929)
- 2020 - Pape Diouf, giornalista e procuratore sportivo senegalese (n. 1951)
- 2020 - Szabolcs Fazakas, politico ungherese (n. 1947)
- 2020 - Erika Grassi, cantante italiana
- 2020 - 'Abd al-Halim Khaddam, politico siriano (n. 1932)
- 2020 - Zoltán Peskó, direttore d'orchestra ungherese (n. 1937)
- 2020 - Wallace Roney, trombettista statunitense (n. 1960)
- 2020 - Giovanni Saracco, politico e urbanista italiano (n. 1932)
- 2021 - Nikos Charalampous, calciatore cipriota (n. 1948)
- 2021 - Kamal al-Ganzuri, politico egiziano (n. 1933)
- 2021 - Ursula Happe, nuotatrice tedesca (n. 1926)
- 2021 - Lino Mannocci, artista, pittore e incisore italiano (n. 1945)
- 2021 - Cláudio Petraglia, produttore televisivo, compositore e regista teatrale brasiliano (n. 1930)
- 2021 - Arkadij Ter-Tadevosjan, generale armeno (n. 1939)
- 2021 - Carlos Pedro Zilli, vescovo cattolico e missionario brasiliano (n. 1954)
- 2021 - Stefano Zuccherini, sindacalista e politico italiano (n. 1953)
- 2022 - Georgi Atanasov, politico bulgaro (n. 1933)
- 2022 - Federico Baroschi, politico e ingegnere italiano (n. 1940)
- 2022 - Rıdvan Bolatlı, calciatore turco (n. 1928)
- 2022 - Oleksij Cybko, rugbista a 15, dirigente sportivo e politico ucraino (n. 1967)
- 2022 - Patrick Demarchelier, fotografo francese (n. 1943)
- 2022 - Zoltán Friedmanszky, calciatore ungherese (n. 1934)
- 2022 - Silvano Girotto, religioso italiano (n. 1939)
- 2022 - Richard Howard, poeta, traduttore e critico letterario statunitense (n. 1929)
- 2022 - Aldo Lo Schiavo, storico della filosofia italiano (n. 1934)
- 2022 - Patricia MacLachlan, scrittrice e insegnante statunitense (n. 1938)
- 2022 - Tullio Moneta, mercenario e attore italiano (n. 1937)
- 2022 - Francisco Pardo Artigas, vescovo cattolico spagnolo (n. 1946)
- 2022 - Patricia Poblete, politica e economista cilena (n. 1946)
- 2022 - Horst Wruck, calciatore tedesco orientale (n. 1946)
- 2023 - Vittorio Ambron, rugbista a 15 italiano (n. 1940)
- 2023 - John Brockington, giocatore di football americano statunitense (n. 1948)
- 2023 - Elena Marinucci, politica italiana (n. 1928)
- 2023 - George Nagobads, medico lettone (n. 1921)
- 2023 - Boris Ulianich, politico, filosofo e storiografo italiano (n. 1925)
- 2023 - Milena Usenik, pesista e pittrice jugoslava (n. 1934)
- 2023 - Hristo Živkov, attore bulgaro (n. 1975)
- 2024 - Tadeusz Kusy, vescovo cattolico polacco (n. 1951)
- 2024 - Barbara Rush, attrice statunitense (n. 1927)
- 2025 - Sian Barbara Allen, attrice statunitense (n. 1946)
- 2025 - Yves Boisset, regista francese (n. 1939)
- 2025 - Giancarlo Dondi, dirigente sportivo, dirigente d'azienda e rugbista a 15 italiano (n. 1935)
- 2025 - Nancy Kilpatrick, scrittrice canadese (n. 1946)
- 2025 - Volkan Konak, cantante turco (n. 1967)
- 2025 - Franco Marmiroli, calciatore italiano (n. 1938)
- 2025 - John Nelson, direttore d'orchestra statunitense (n. 1941)

## Senza anno specificato(1)
- Girolamo Baruffaldi, presbitero, poeta e letterato italiano (n. 1675)